# Bonnevoie-Sud
Bonnevoie-Sud (en luxembourgeois : Bouneweg-Süd, en allemand : Bonneweg Süd) est l'un des 24 quartiers de Luxembourg-Ville.

## Situation géographique
Le quartier Bonnevoie-Sud a une surface de 239.21 ha et est situé à la frontière sud-est de la capitale. Il est limitrophe, au nord, de Bonnevoie-Nord/Verlorenkost, Pulvermühl et Hamm et, à l’ouest, de Gasperich et Gare. Il est situé dans l’extrême sud-est de la ville et forme la partie méridionale de la localité de Bonnevoie.
En 2025, avec ses 13 372 habitants, dont 66,9% de non-luxembourgeois, il est le plus peuplé des quartiers de la ville et compte une importante minorité portugaise. On y trouve également un Cafe Benfica et un centre culturel portugais.

## Historique
Bonnevoie-Sud : Le centre du quartier de Bonnevoie se trouve depuis toujours à Bonnevoie-Sud, il a été renouvelé dans les années 1990 d’après un concept urbanistique. L’origine de Bonnevoie remonte à un monastère de religieuses cisterciennes fondé au 12e siècle et dissous vers la fin du 18e siècle. Le quartier s’est très rapidement développé après le raccordement au réseau du chemin de fer du Grand-Duché et l’ouverture de la première gare en 1859. En 1888, la première église paroissiale put être consacrée. Elle fut détruite par des bombardements de la Seconde Guerre mondiale. Quelques années après la fin de la guerre la construction de l’actuelle église « Marie reine de la paix » débuta. Vis-à-vis se trouve l’école primaire bâtie entre 1902 et 1905.

## Culture et patrimoine
- Église Marie-Reine-de-la-Paix (1965)
- Deux rotondes classées des Chemins de fer luxembourgeois (1877)
- Lycée technique de Bonnevoie
- Théâtre des casemates
- Fanfare municipale Luxembourg-Bonnevoie
- Maison de Miny appartenant au comité des élèves

## Sport
L’Aris Bonnevoie était un club de football qui existait jusqu’en 2001 mais qui est maintenant intégré au Racing FC Union Luxembourg via deux fusions successives.
Il est possible d'aller nager à la piscine municipale de Bonnevoie.